# Georges Besançon
Pour les articles homonymes, voir Besançon (homonymie).
Georges Besançon, né le 30 mai 1866 à Paris et mort le 25 octobre 1934 à Bois-Colombes, est un pionnier de l’aviation qui travailla sur les aérostats et le sondage aérologique. Il était également journaliste, il fonda et dirigea la revue L'Aérophile.

## Biographie

### Origine et formation
Charles Louis Georges Besançon naît le 30 mai 1866 dans le quartier du Faubourg-Montmartre du 9e arrondissement de Paris au no 1, rue Bleue. Sa mère Élodie Joséphine Besançon est modiste ; née le 11 janvier 1837, elle épouse Charles Casadavant le 26 août 1882 à Paris.
La famille quitte Paris et s'installe à Bois-Colombes en 1896. Georges Besançon verra la création en 1913 de la grande usine Hispano-Suiza. Il reviendra habiter dans cette commune à la fin de sa vie.

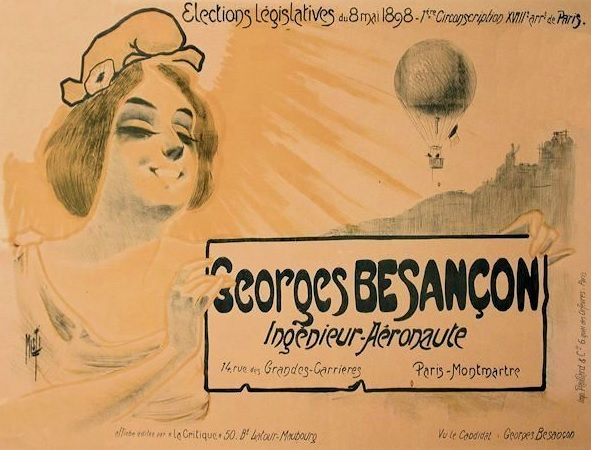
Tract électoral
de Georges Besançon
aux élections législatives de 1898 ;
dessin de l'illustateur
Ferdinand Edouard Ernest Mifliez dit Misti.

En 1881, âgé de quinze ans, il fait la rencontre de Wilfried de Fonvielle, un vétéran au parc aérostatique du quartier de La Villette. Wilfried de Fonvielle, républicain convaincu, initie Georges Besançon non seulement à l’aérostation, mais aussi à l’écriture politique, domaine qui le tentera lorsqu'il se présentera — sans succès — aux élections législatives de 1898 dans la 1re circonscription du 18e arrondissement de Paris.
Georges Besançon est exempté de service militaire pour « faiblesse de constitution et mauvaise vue ».

### Journaliste scientifique
Devenu journaliste, Georges Besançon soutient de toute la vigueur de sa plume l'aérostation, tant par des articles historiques rappelant les exploits de Jean-François Pilâtre de Rozier ou des frères Montgolfier que par des articles scientifiques sur cette aventure nouvelle qui fascine : la navigation aérienne.
Georges Besançon rédige des articles où il rend accessible à tout public les techniques demeurées jusque-là incompréhensibles au plus
grand nombre. C’est la démarche inverse des intellectuels de l’époque. A 17 ans, il démontre ses capacités de vulgarisateur
scientifique. Il se fait remarquer par une écriture moderne, précise, sans ambages ni débauche de phrases ampoulées, il va à l’essentiel. Loin des grands journalistes polémiques et verbeux du siècle précédent, il n'utilise que le présent de l'indicatif.
En 1888, Georges Besançon est invité à siéger à la commission préparant la grande Exposition universelle de Paris célébrant le centenaire de la Révolution (1889). Il rédige pour plusieurs journaux populaires des articles enflammés sur la Première République et son engagement pour l’aérostation, retraçant les exploits des aérostiers du siège de Paris en 1870-1871, il décrit avec ferveur et force détails les efforts des aéronautes du troisième quart du siècle. Son style est si réaliste qu’on jurerait qu’il a lui-même vécu les événements.
Quelques années plus tard, devenu un journaliste réputé et un membre éminent et fondateur de l'Aéro-Club de France, Georges Besançon crée l’Association syndicale des secrétaires de rédaction et fonde le Syndicat des journaux et publications périodiques, qu'il préside.

### Directeur d'école
Georges Besançon fonde en janvier 1888, l’École normale d’aérostation. Cette école, reconnue d’utilité publique par décision ministérielle du 9 décembre 1888, forme à l’emploi des ballons libres gonflés à l’hydrogène les aérostiers des compagnies de
sapeurs-aérostiers de l’armée française. En 1889, toujours préoccupé de la chose publique et en soutien à l’aérostation, Besançon fonde l’Union aérophile de France, une société savante chargée de faire avancer l’aéronautique. C'est là qu’il fait la connaissance de Gustave Hermite, lequel reçoit le baptême de l’air cette même année 1889. Avec lui commence une nouvelle aventure, celle des ballons-sonde.

### Aéronaute
Dès 1886, Georges Besançon effectue ses premières ascensions en ballon et obtient le brevet de pilote aéronaute en 1887.
Gustave Hermite, membre de l’Académie des sciences, oriente Georges Besançon vers l’aérostation à but scientifique. Ils imaginent en 1889 un aéronef destiné à la conquête du pôle Nord. Ce projet ne voit pas le jour, faute de financement. En 1895, Besançon soutient l'ingénieur et aéronaute suédois Salomon August Andrée qui part à la conquête du continent Arctique, tentative qui se terminera tragiquement en 1897. Entre 1886 et 1901, Georges Besançon effectue 500 ascensions en ballon libre. Le 11 juillet 1892, il tombe en mer lors d’une tentative de traversée de la Manche au départ du Havre. À cause du mauvais temps le vol se termine par un amerrissage forcé et l'équipage est recueilli au bout d'une nuit par le voilier allemand Germania. Le 20 octobre 1896, en fin de soirée, Georges Besançon et Maurice Farman, son jeune apprenti aéronaute, tentent d’établir un record du monde de durée de vol, détenu en 22 h 40 par le scientifique et aérostier Gaston Tissandier en 1875. Partis de La Vilette, après dix-sept heures de vol, glacés par un froid polaire, alors qu’ils sont montés à 3 500 mètres, ils atterrissent près d’Agen. En janvier 1897, Georges Besançon met au point un dispositif d’équilibrage par réchauffement de l’air dans un réacteur. L’aéronaute est devenu ingénieur,.

### Ingénieur
Gustave Hermite et Georges Besançon sont les premiers dès 1892 à utiliser un ballon-sonde libre doté d'un enregistreur de température et de pression atmosphérique.. Libéré des contraintes des cerfs-volants utilisés antérieurement, le ballon s'élève librement dans l'atmosphère aussi haut que la résistance de son enveloppe le lui permet. Le ballon retombe alors au sol et on peut récupérer les enregistrements.
Reconnue officiellement d’utilité publique en 1893, l’Union aérophile de France forme alors une commission scientifique dans laquelle Wilfrid de Fonvielle, Gustave Hermite et Georges Besançon rédigent des articles dans la revue de l’association L’Aérophile fondée en janvier 1893 et que dirige Georges Besançon.
C’est lui aussi qui conçoit les instruments. Le 21 mars 1893, Gustave Hermite et Georges Besançon lancent leur premier gros ballon en baudruche (caoutchouc, l’enveloppe peut se dilater en altitude) de 113 m3, « L’Aérophile-I », du parc aérostatique de Vaugirard, avec l’aide financière et technique de l’Union aérophile de France et le soutien de l’Académie des sciences. Le ballon atteint l’altitude de 16 000 mètres, altitude jamais atteinte par une machine, ce qui semble le plus incroyable est le profil de la courbe des températures. En effet, si la température baisse avec l’altitude, ils découvrent, vers 13 500 mètres, un nouveau phénomène, un réchauffement : entre l’atmosphère et la stratosphère, ce qu’on interprétera plus tard comme étant la tropopause. Suivent trois autres vols dont les analyses de l’air sont faites au laboratoire de l’École normale supérieure, rue d’Ulm.
Associé au vicomte Decazes, il est l'auteur du brevet d'un « hélicoplane » déposé le 13 mai 1895 et intitulé « Voiture automobile à propulsion aérienne ».
À partir de 1898, les ballons sondes sont utilisés systématiquement par la Société météorologique de France. Son directeur,
Léon Teisserenc de Bort en lancera 236 dans la haute atmosphère de 1898 à 1902, date à laquelle les savants de l’Académie des
sciences admettront l’existence de la stratosphère et de la tropopause, mais aussi les idées folles de René Quinton : la
planète Terre n’est pas creuse, elle est remplie de fer en fusion, elle est vieille de plus de quatre millions d’années, ce qui valide du même coup la théorie de l’évolution des espèces de Charles Darwin ![pas clair] Georges Besançon fonde en septembre 1908 la « Ligue Nationale Aérienne ».

### Scientifique international
Les ballons-sondes de Gustave Hermite et Georges Besançon, ont contribué à répondre pour une part à des questions d’aspect anodin mais fondamentales des savants de la fin du XIXe siècle, touchant à la géophysique de la Terre. Depuis 1892, l’Académie des sciences, l’Institut et l’Observatoire de Paris financent leurs travaux. Les résultats obtenus sont publiés au sein de la communauté savante internationale. De l’été 1892 à l’été 1896, quatre ballons-sondes sont lancés dans la haute atmosphère par l’équipe Hermite-Besançon. À la suite des communications faites à l’Académie des sciences le 22 février 1897, ils obtiennent une subvention pour la poursuite de leurs travaux. Ils pourront lancer plus de 200 ballons avant 1902. En 1909, Besançon recevra des mains du président la grande médaille de Vermeil de l’Académie des sciences.

### L'Aéro-club de France
Fondé le 21 décembre 1898, l’Aéro-Club de France compte déjà au 1er février 1899, plus de 200 sociétaires. Dès lors, plusieurs commissions sont montées pour soutenir les activités du club. Georges Besançon préside la plus sollicitée, la commission de la documentation scientifique et technique. L’Aérophile devient la revue officielle du club.
En avril 1899, Georges Besançon est nommé commissaire général chargé de préparer l’Exposition universelle de Paris en 1900 (comme il le fut en 1889) puis de suivre toute la manifestation l’année suivante, jusque fin octobre. L’année 1900 est marquée à Paris en effet par l’Exposition universelle, qui bouleverse totalement la vie des Parisiens. Cinquante millions de visiteurs se pressent vers les installations du Champ-de-Mars. Au Parc de Saint-Cloud, à Vincennes (parc de la ville) et sur un terrain acheté à Suresnes pour l’Aéro-Club, sont organisées des ascensions.
Le 5 juin 1910, Georges Besançon est victime d'un accident d'aéroplane piloté par Maurice Farman lui-même. Il s'en tire heureusement avec « seulement » un bras cassé.
Au début des années 1920, il forme le vœu de relancer une compétition de ballons libres un peu oubliée : le « Grand Prix des sphériques de l’Aéro-Club de France », dont la dixième édition s’était déroulé le 19 juillet 1914, juste avant la guerre. Organisée en mai 1922, cette dernière fête du ballon est pour Georges Besançon une grande satisfaction : il prend place dans la nacelle aux côtés de l'aéronaute et explorateur Henry de La Vaulx et de son ami Alberto Santos-Dumont dans le ballon-pilote.
Affaibli par la maladie, Georges Besançon meurt le 25 octobre 1934 à Bois-Colombes, six mois après avoir démissionné de son poste de secrétaire général de l’Aéro-Club de France, poste occupé durant trente ans,.
Il repose au cimetière du Père-Lachaise.

## Publications
Georges Besançon est l'« auteur d'un grand nombre d'articles dans les principaux journaux et revues de France et de l'étranger sur la locomotion aérienne ». Il a également publié plusieurs ouvrages, dont :
- Notre flotte aérienne avec la collaboration de Wilfried de Fonvielle
Édition originale chez Gauthier-Villars, 1908, 234 pages [lire en ligne]
Réédition en 2012  (ISBN 978-1-27442-319-1), 246 pages
- Flotte aérienne, 1908
Édition originale en 1908
Réédition en 2010  (ISBN 978-1-16464-841-3), 242 pages
- Ballons et aéroplanes, Garnier Frères, 1911, 394 pages [présentation en ligne]
- Les Zeppelins, Bloud et Gay, 1925 [présentation en ligne]

## Distinctions
- Officier de l'Instruction publique (1903)
- Chevalier de l'ordre de Charles III (1906)
- Officier de l'ordre du Mérite agricole
- Commandeur de la Légion d'honneur (1934). Il est fait commandeur par le général Victor Denain.

Georges Besançon est nommé chevalier de l'ordre national de la Légion d'honneur le 9 mars 1908 sur le rapport du ministre du Commerce et de l'Industrie Jean Cruppi, promu officier le 1er février 1922 sur le rapport du ministre des Travaux publics (aviation) Yves Le Trocquer et commandeur le 5 août 1934 sur le rapport du ministre de l'Air Victor Denain au titre des « services extraordinaires rendus par le candidat : S'est consacré depuis quarante cinq ans avec la foi la plus ardente et le plus complet dévouement au développement de la navigation aérienne. A rendu à l'aéronautique française des services signalés, tant par ses écrits que par son action personnelle au sein de l'Aéro-Club de France dont il est secrétaire général depuis plusieurs années ».
Pour la qualité de ses articles scientifiques sur l’aérostation, il est nommé officier de l'Instruction publique le 9 avril 1903 et pour ses travaux journalistiques de vulgarisation, touchant à la science et au sport naissant, il reçoit en 1906 la médaille de vermeil de la Société nationale d’encouragement au bien.
Il est nommé chevalier de l'ordre du Mérite agricole le 8 juillet 1906 puis promu officier, chevalier de l'ordre de Charles III d'Espagne le 19 novembre 1906.
Il obtient la grande médaille d'or de l'Aéro-Club de France le 30 septembre 1906, la grande médaille de vermeil de l'Académie des sciences et la médaille d'or à l'Exposition universelle de 1900.

## Pour approfondir